# Tourisme fluvial

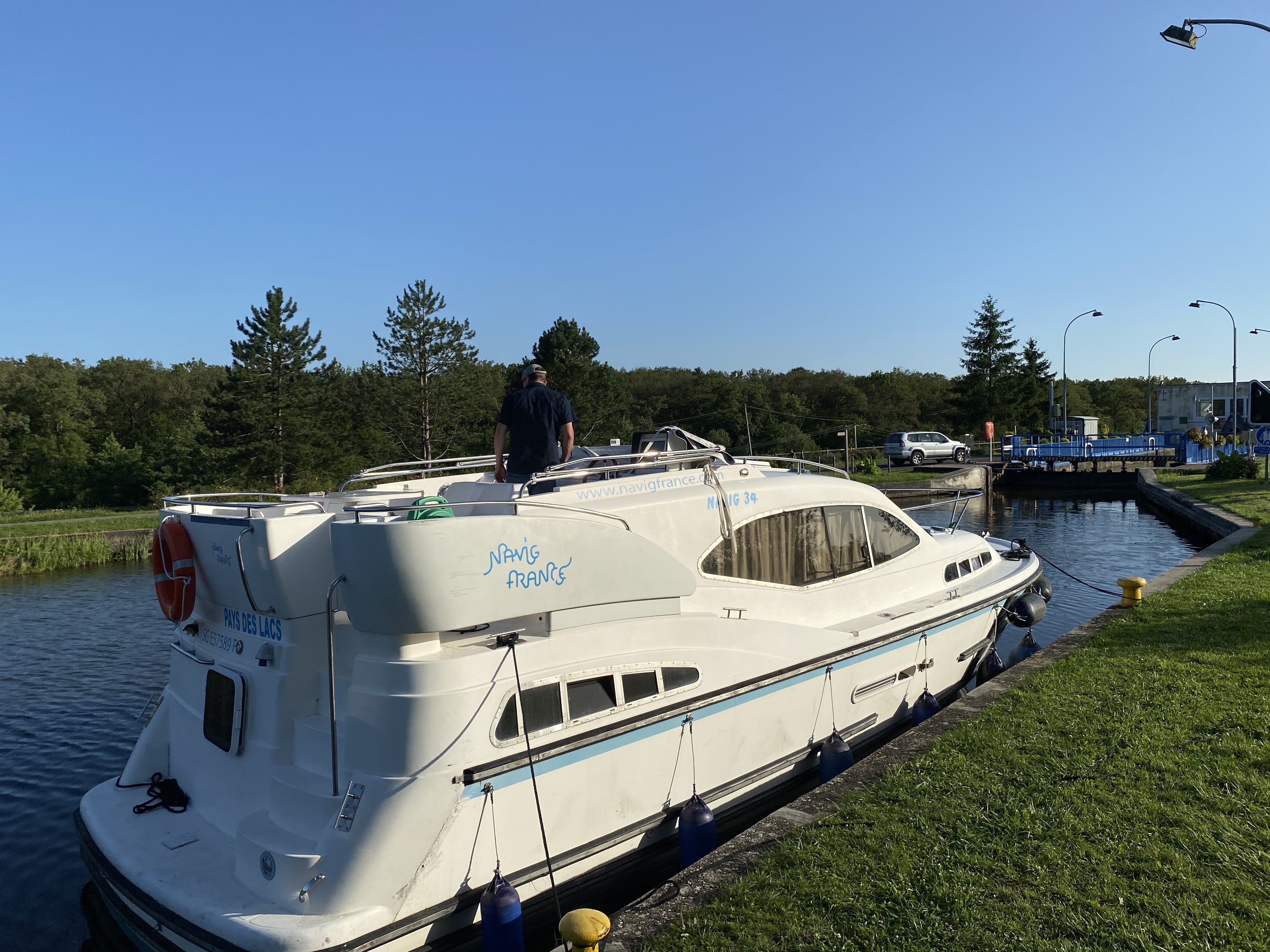
Navigation de plaisance sur la Marne au Rhin

Le tourisme fluvial désigne de manière générale l'ensemble des activités touristiques pratiquées sur les rivières, fleuves et canaux ou le long de la voie d'eau, . Le terme tourisme fluvestre met l'accent sur les activités sur la voie d'eau (le fluvial) et autour de la voie d'eau, c'est-à-dire celles de ses berges et chemins de halage (le terrestre).
Plus spécifiquement, le tourisme fluvial désigne la navigation de plaisance, croisières et promenades à bord de bateaux à moteur, privés ou de location, mais il peut également s'agir de nautisme de proximité (canotage, pêche en barque, canoë-kayak, aviron), ou de ski nautique, de natation, de pêche, de plongée, de randonnée pédestre ou à vélo, de camping, dans l'environnement immédiat d'un cours d'eau dont l'influence est manifeste sur la pratique touristique.

## Historique
Fleuves et rivières sont utilisés de longue date pour le transport de personnes et de marchandises. À ce réseau de voies navigables naturelles s'ajoutent de nombreux canaux creusés par l'homme dès l'époque romaine, comme le canal de Corbulon, pour réaliser une jonction entre deux bassins distincts ou afin d'éviter le passage par un méandre trop peu profond.
Bon nombre de ces canaux, creusés pour la plupart au XIXe siècle, n'ont pu être portés au gabarit Freycinet et leurs écluses ne permettent plus le passage des péniches modernes. Les voies navigables délaissées par le transport de marchandises et classifiées en classe O par la Conférence Européenne des Ministres des Transports sont dorénavant réservées à la navigation de plaisance.
Si la navigation de plaisance est pratiquée depuis le XVIIe siècle, notamment sur la Loire par la cour de Louis XIV, les premières croisières ont été organisées par les entreprises de transport fluvial en Angleterre au début du XIXe siècle tandis que les bateaux promenades faisaient leur apparition dans les villes, mais ce n'est qu'à partir des années 1980 que le tourisme fluvial a connu un véritable essor.

## Contexte géographique
Le tourisme fluvial se pratique dans toute l'Europe, ainsi qu'en Afrique (Égypte), en Amérique du Nord (Canada), en Amérique du Sud (Brésil) et en Asie (Birmanie, Cambodge, Chine, Sibérie, Thaïlande, Viêt Nam).

## Infrastructures fluviales en Belgique et en France
Le tourisme fluvial utilise essentiellement des voies navigables naturelles et artificielles existantes, rares sont les aménagements de la voie d'eau réalisés spécifiquement pour cette activité. Seuls certains ouvrages d'art (écluses, portes de garde, ponts, tunnels, chemin de halage) ont dû être restaurés.
Par contre, l'accueil des bateaux nécessite la construction d'infrastructures adaptées de plus en plus nombreuses et sophistiquées. On peut distinguer par ordre d'importance croissante :
- La halte nautique ou halte fluviale : zone équipée pour l'amarrage de plusieurs bateaux (de 3 à 30) pour une escale de moins de 24 h, avec eau et poubelles, et parfois des sanitaires, à proximité de centres urbains ou de sites touristiques.
- Le relais nautique : lieu équipé pour 30 à 60 bateaux, où les plaisanciers trouvent accueil, information et services et peuvent rester plusieurs jours. Outre les services d'une halte, il doit permettre le raccordement des bateaux à l'eau et à l'électricité, les zones de stationnement doivent être éclairées et il doit comprendre des sanitaires (WC, lavabos, douches).
- Le port de plaisance : équipement portuaire complet destiné à recevoir habituellement plus de 60 bateaux (au moins 30), plusieurs jours, en permanence ou en hivernage, avec les facilités nécessaires à leur maintenance, et offrant tous les commodités du relais ainsi qu'un service d'accueil et des locaux pour les plaisanciers.

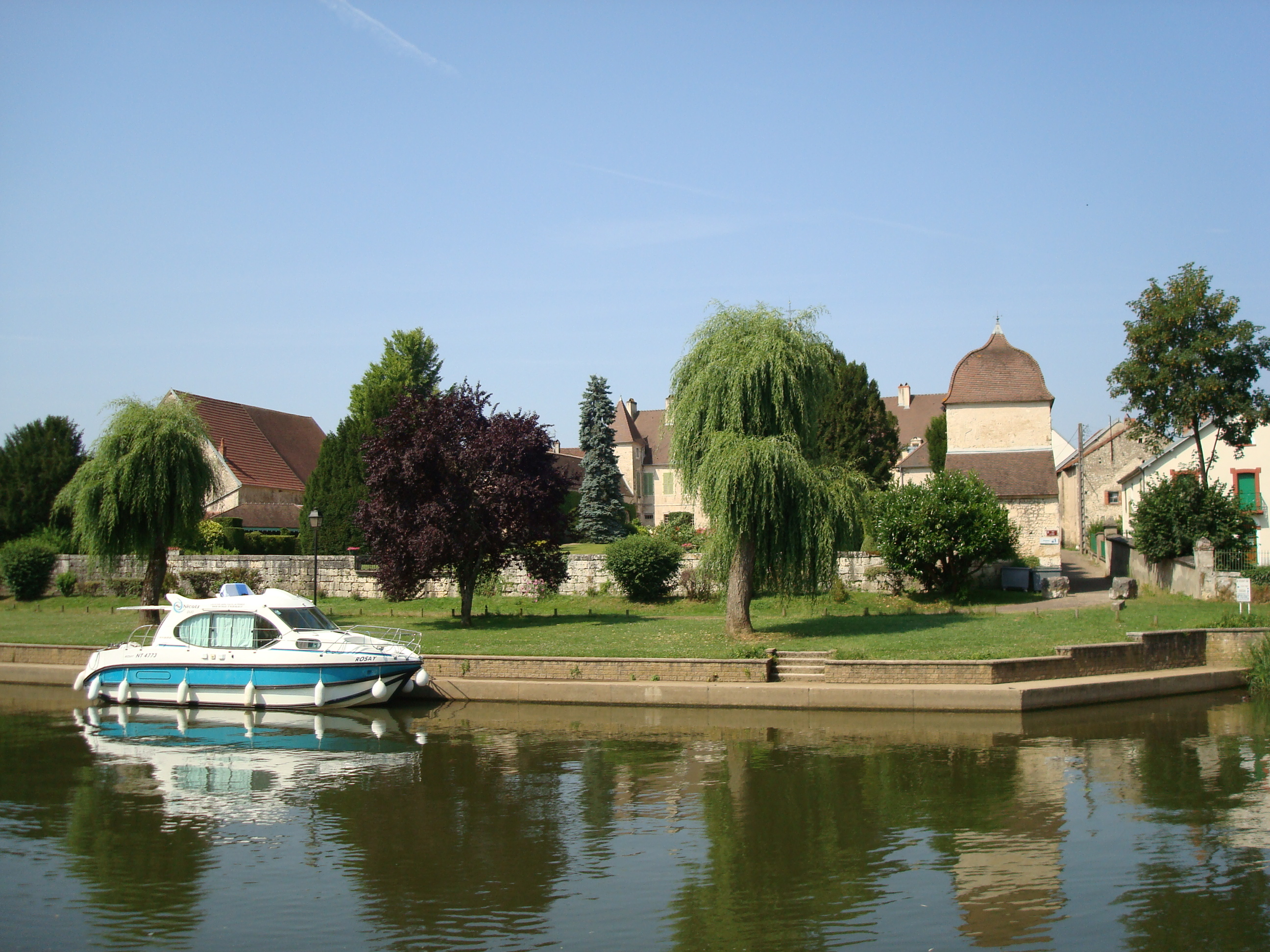
Halte nautique de Mantoche
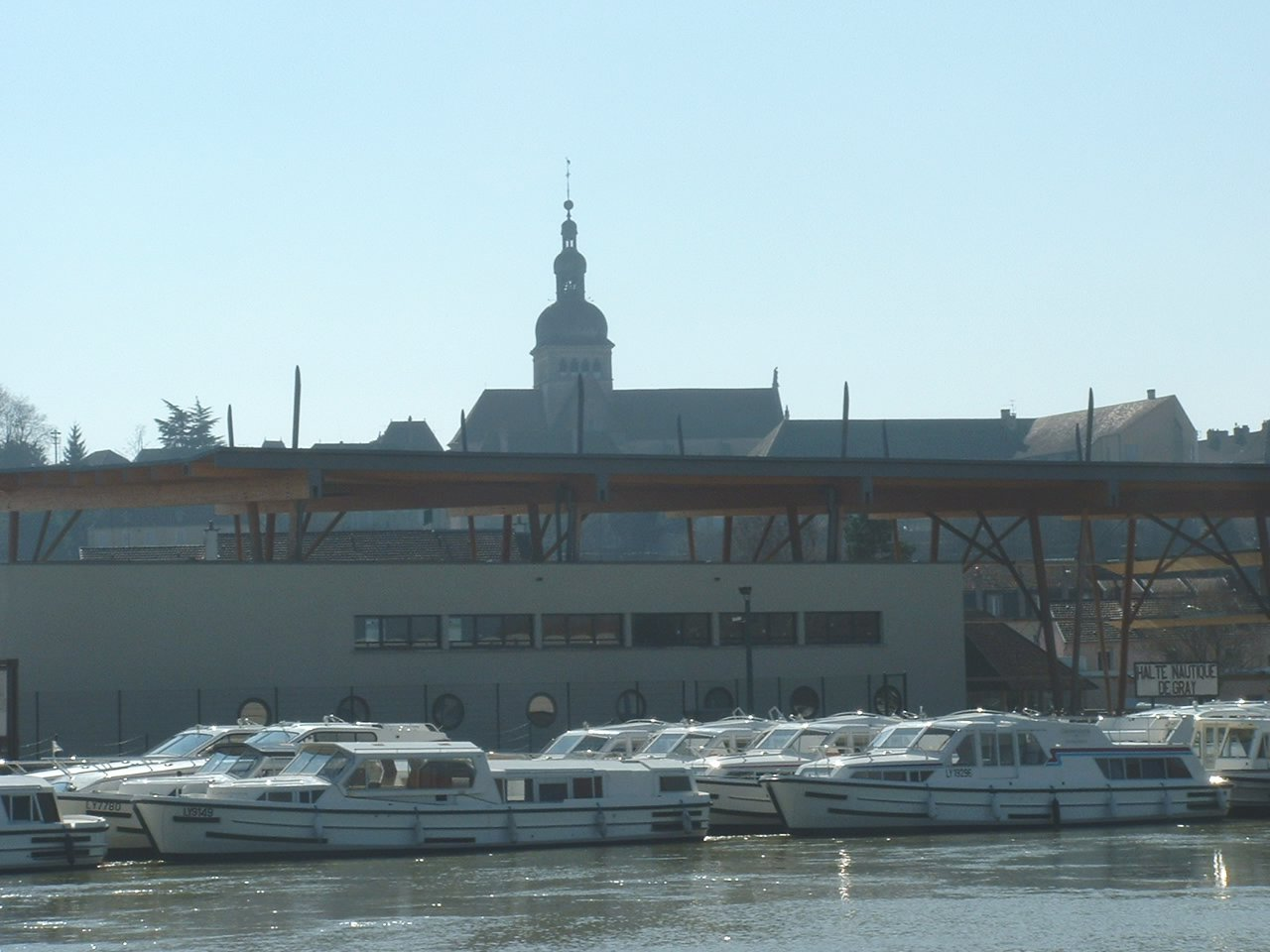
Halte (ou relais) nautique de Gray
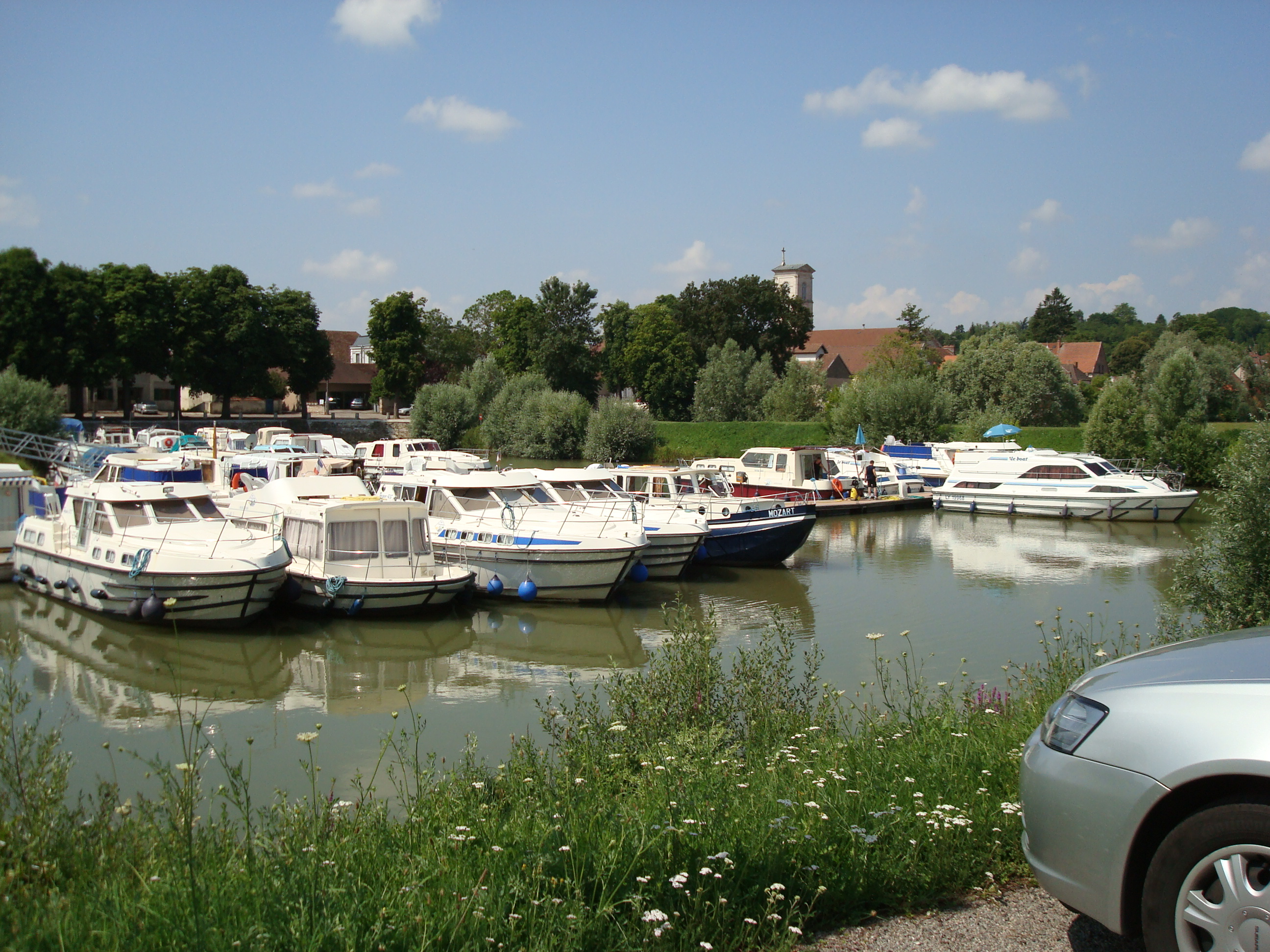
Port de plaisance de Pontailler-sur-Saône

## Bateaux utilisés

### Bateaux à passagers
Les bateaux à passagers sont des bateaux qui embarquent des passagers dans un but touristique et non pour effectuer un simple déplacement. Les bateaux-promenade, sont fréquents dans les grandes villes traversées par un cours d'eau, comme Paris, Londres, Liège,Strasbourg, où ils proposent des visites ou mini-croisières de quelques heures à une journée. Des croisières plus longues sont possibles sur des bateaux-hôtels dans divers pays européens, notamment sur le Guadalquivir, le Douro, le Pô, le Rhône, la Saône, la Seine, la Meuse, le Rhin, le Danube, la Volga ou le Dniepr, mais aussi, entre autres, en Chine sur le Yangtze, au Viêt Nam sur le Mékong, en Égypte sur le Nil, au Canada sur le Saint-Laurent et au Brésil sur l'Amazone.

### Coches de plaisance
À côté des bateaux de plaisance appartenant à des particuliers, de nombreuses compagnies proposent des bateaux « sans permis » en location. Ces coches de plaisance sont entièrement équipés pour le séjour et peuvent accueillir de 2 à 12 personnes ; certains bateaux sont même prévus pour accueillir une ou deux personnes en fauteuil roulant .

### Péniche
Il est possible de passer quelques jours sur une vraie péniche incluant tous les services à bord.

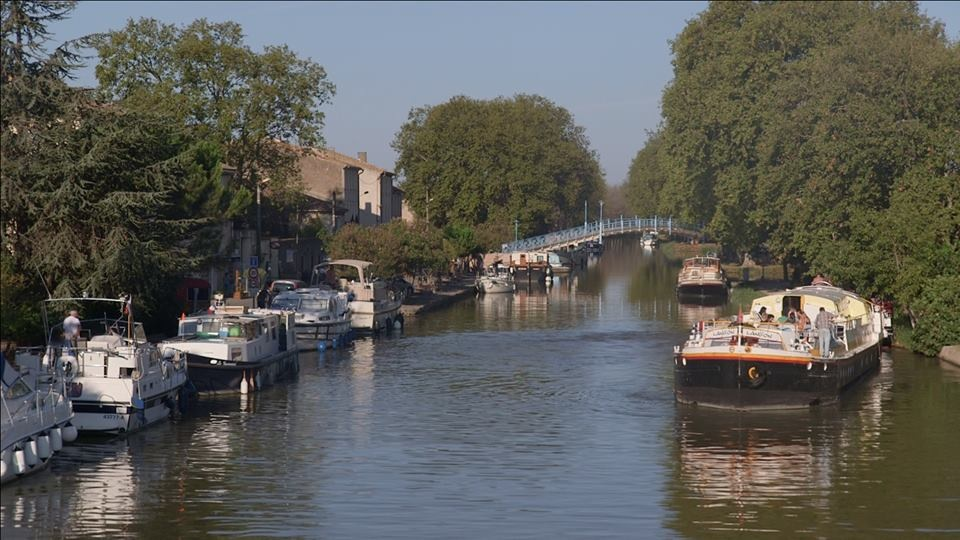
Colonies de vacances dans une péniche Odcvl sur le Canal du midi

Souvent destinés à des clients fortunés, ces séjours sont organisés dans des péniches luxueusement aménagées dont la clientèle américaine est très friande. Certaines sociétés proposent des services plus classiques de « bed and breakfast » à des prix plus abordables, ainsi que des séjours de colonies de vacances.

### Sources
- Conseil national du tourisme, Le tourisme fluvial, Paris, Ministère de l’Équipement, des Transports et du Logement, 1997, 96 p.
- Damien M.M., Le tourisme fluvial, Paris, PUF, 2001, coll. Que Sais-je ? n° 3608, 128 p.
- Woessner Raymond, L'émergence du tourisme fluvial en Europe. Dans : Transport et tourisme : Actes du colloque organisé à Chambéry du 13 au 15 septembre 2006, Collection EDYTEM Cahier de géographie n° 4, 2006, 16 p.  (ISBN 2-9520432-3-X)